# Lipiniella prima
Lipiniella prima är en tvåvingeart som beskrevs av Shilova, Kerkis och Kiknadze 1993. Lipiniella prima ingår i släktet Lipiniella och familjen fjädermyggor. Inga underarter finns listade i Catalogue of Life.